# Tanacetopsis
Tanacetopsis là một chi thực vật có hoa trong họ Cúc (Asteraceae).

## Loài
Chi Tanacetopsis gồm các loài: